# Лойт
Лойт (нім. Loit) — громада в Німеччині, розташована в землі Шлезвіг-Гольштейн. Входить до складу району Шлезвіг-Фленсбург. Складова частина об'єднання громад Зюдербраруп.
Площа — 6,69 км2. Населення становить 261 ос. (станом на 31 грудня 2020).

## Галерея

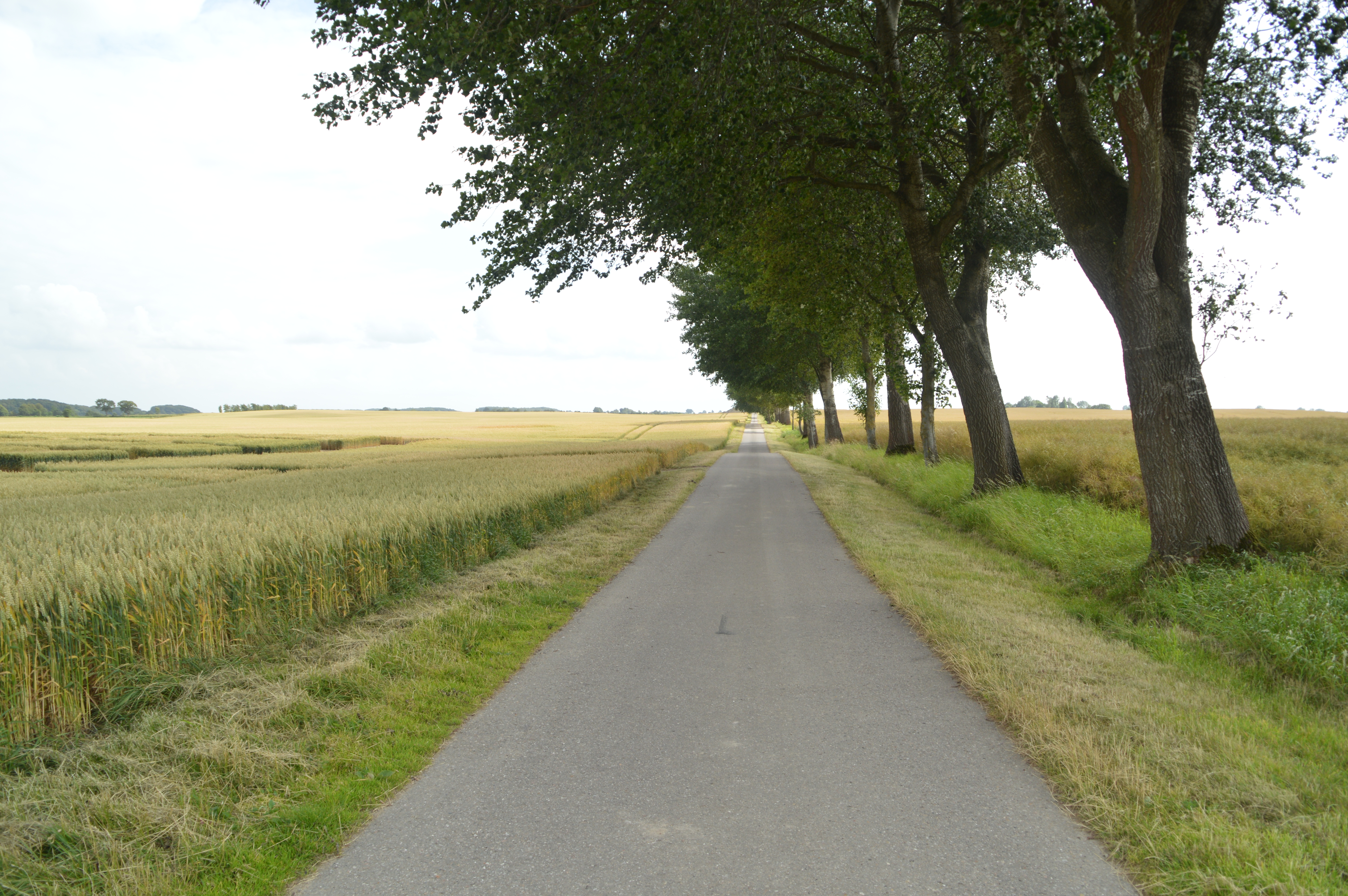
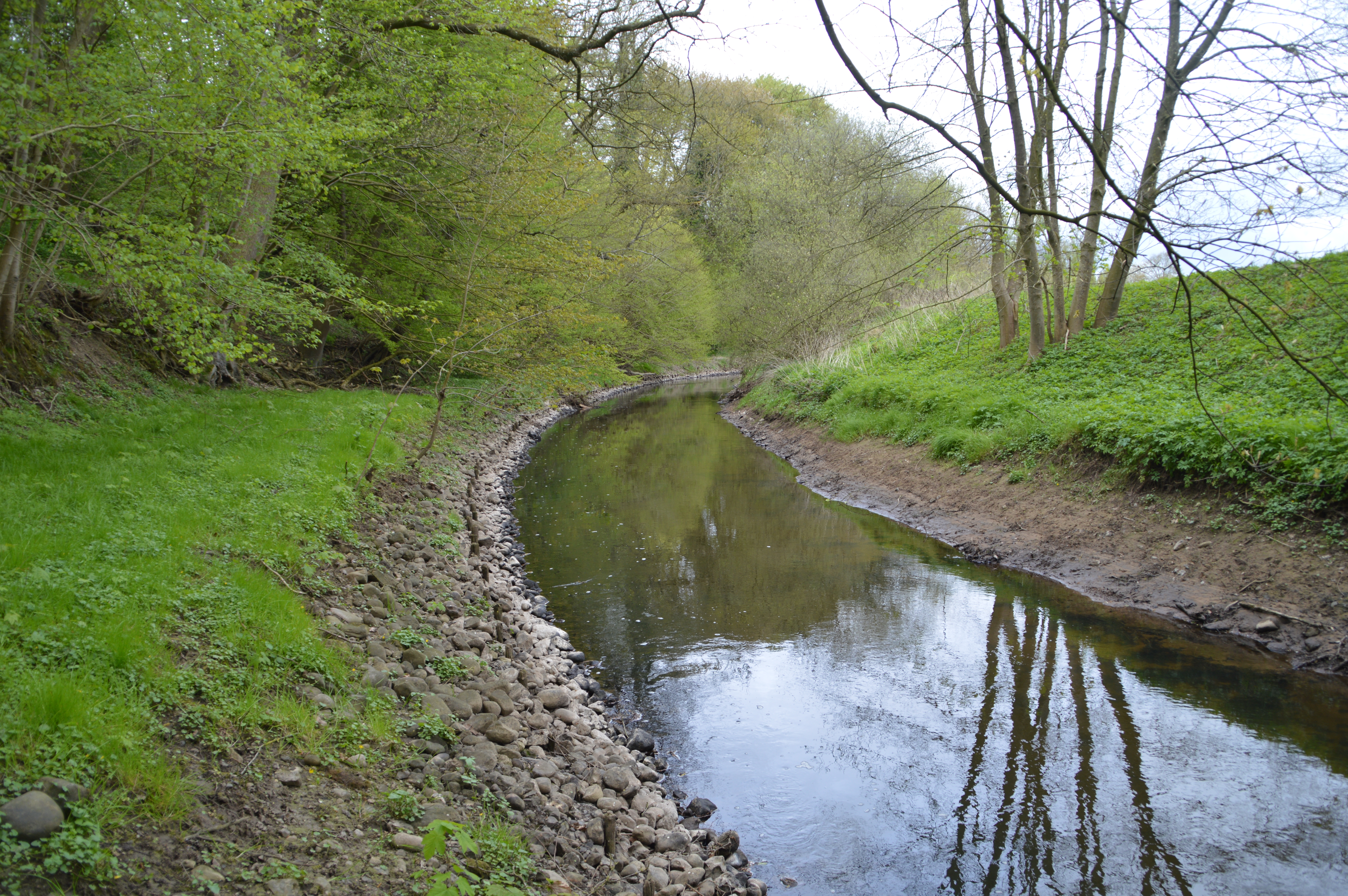
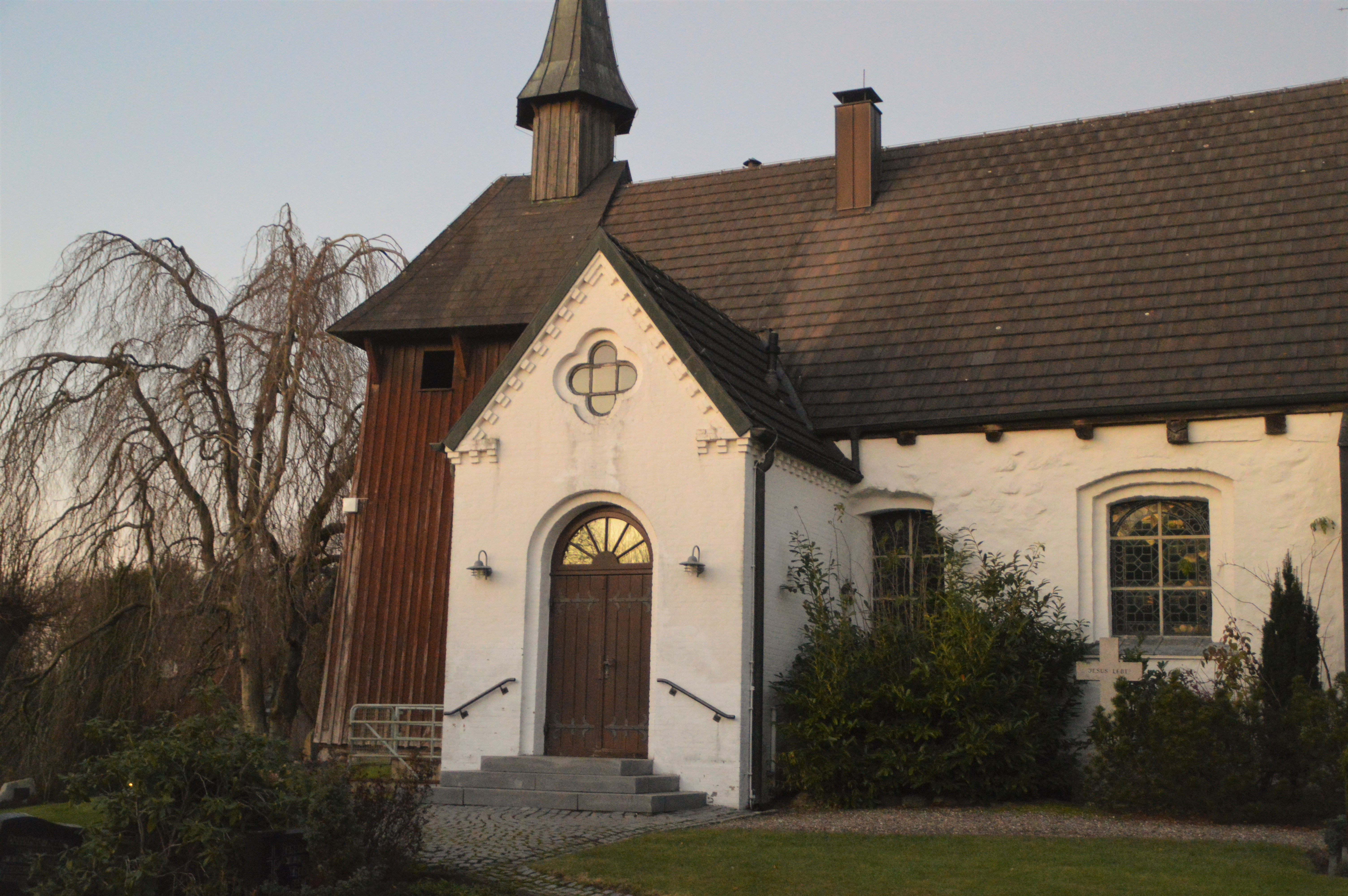
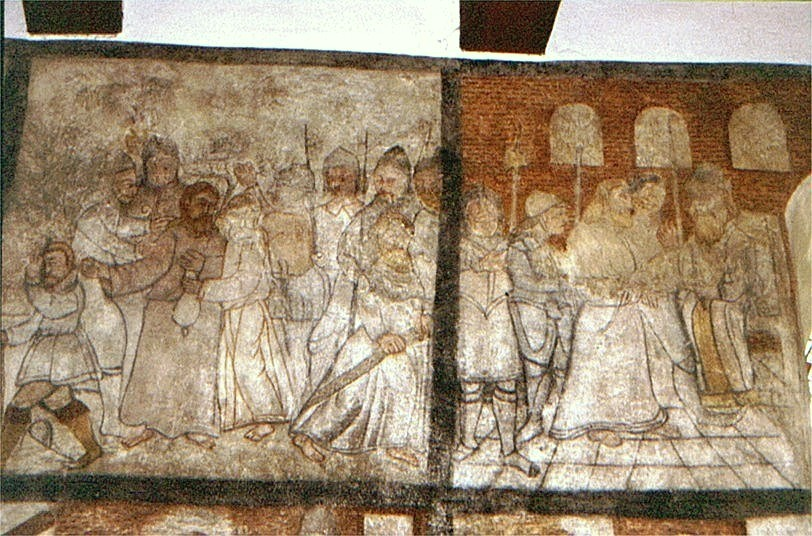
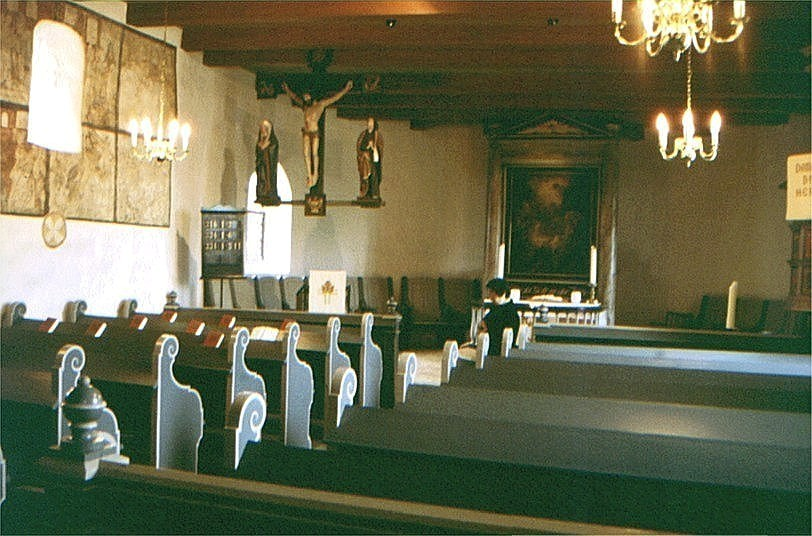